# Agaricus abruptibulbus
Agaricus abruptibulbus o Agaricus essettei  es una especie de hongo del género Agaricus . Es comúnmente conocido como el Agaricus bulbo abruto o la seta bombilla plana. Descrita por primera vez por el micólogo Charles Horton Peck, esta especie de bulbosa de tallo comestible huele un poco a anís , y se vuelve amarillo cuando es golpeado o cortado. El hongo es de tamaño medio, con un tapa de tinte blanco-amarillenton sobre un delgado estipe que tiene un bulbo ancho y plano en la base.

## Taxonomía y clasificación
La especie fue nombrada originalmente como abruptus Agaricus por el micólogo Charles Horton Peck en 1900. En su Informe de 1904 de la publicación Yhe State Botanist, cambió el nombre por el de Agaricus abruptibulbus. Explicó que Elias Magnus Fries había nombrado a principios del siglo XX una especie en el subgénero flammula, que él llamó Agaricus abruptus, el subgénero se elevó más tarde a la categoría de género, y a la especie se le dio el nombre flammula abruptus. En virtud de la transición de nomenclatura de la época, no estaba claro si Agaricus abruptus seguirá estando disponibles para su uso, por lo que cambió el nombre.
Abruptibulbus Agaricus pertenece al clado de las arvenses del género Agaricus (junto con las especies A. silvicola, A. arvensis y semotus A. ).
Algunos autores americanos consideran que esta especie es un sinónimo de la A. silvicola, mientras que algunos en Europa han dicho es sinonimia con la especie similar A. essettei. Los micólogos Steve Trudell y Ammirati Joseph señalaron en una guía de campo de 2009: "El nombre de A. abruptibulbus se ha aplicado a los formularios con bases de estípite bulbosas, pero la variación en forma de estípite es tan grande, que el uso de este nombre se ha abandonado en gran medida".

## Descripción
La tapa es de hasta 8 cm (3,1 in) de diámetro, de forma convexa, a veces con un umbo , y de color blanquecino. Después de ser rayado o golpeado, la tapa se vuelve amarillo. El estípite es de 8-12 cm (3.1 a 4.7 pulgadas) de largo por 1-3 cm (0,39 a 1,2 pulgadas) de espesor y bulbosa. Un grande, anular blanco anillo está presente en el estípite. La papada apego es gratis, y el color es grisáceo al principio, pero se vuelve marrón después de que las esporas se desarrollan. Las muestras oler un poco de anís . La impresión de esporas es de color marrón a púrpura-marrón. Las esporas son de forma elíptica, y son por 6-8 4-5 micras . La superficie de la tapa se mancha amarilla si una gota de diluida de hidróxido de potasio se aplica.
Especies similares
Agaricus silvicola es muy similar en apariencia y también crece en los bosques, pero se pueden distinguir por la falta de una base bulbosa abruptamente. Agaricus arvensis tiene una estatura más robusto, carece de la base bulbosa, y crece en zonas abiertas como cubiertas de hierba prados y campos. Tiene más grandes que las esporas de A. abruptibulbus, típicamente 7.0-9.2 4.4-5.5 por m.

## Bioacumulación de cadmio
Abruptibulbus Agaricus se conoce a bioacumularse el elemento tóxico cadmio -en otras palabras, que absorbe cadmio más rápido que lo pierde es-tan especímenes recogidos en la naturaleza a menudo tienen mayores concentraciones de este elemento que el suelo en el que se encuentran. Además, cuando se cultivan en el laboratorio, la presencia de cadmio en el medio de cultivo estimula el crecimiento de hasta 100% en la presencia de cadmio 0,5 mg por litro de medio nutriente. Se cree que la capacidad de unión a cadmio viene a partir de un bajo peso molecular de unión a metal de proteínas llamado cadmio-mycophosphatin.

## Distribución
El hongo ha sido reportado en Nueva York, Mississippi, Quebec , Canadá, y Alemania.